# Stade de la Cité de l’Oie
Stade de la Cité de l’Oie – stadion piłkarski w Visé, w Belgii. Obiekt może pomieścić 5460 widzów. Do 2015 roku swoje spotkania rozgrywali na nim piłkarze klubu CS Visé. Stadion był także jedną z aren piłkarskich Mistrzostw Europy U-17 2007. Rozegrano na nim jedno spotkanie fazy grupowej turnieju oraz mecz o 5. miejsce.